# Gaston Schnegg
Pour les articles homonymes, voir Schnegg.
Gaston Jacques Schnegg, né le 4 septembre 1866 à Bordeaux et mort le 25 novembre 1953 dans le  15e arrondissement de Paris, est un sculpteur et peintre français.

## Biographie
Après avoir obtenu deux prix de sculpture à Bordeaux, Gaston Schnegg  s'installe à Paris en 1887 et entre dans l'atelier d'Alexandre Falguière à l'École des beaux-arts, où il rejoint son frère aîné Lucien.
L'atelier commun des frères Schnegg devient le lieu de rencontre de jeunes sculpteurs — la bande à Schnegg — dont Lucien, le frère de Gaston, est l'élément moteur. On y compte, entre autres, Antoine Bourdelle, Charles Despiau, Robert Wlérick, Léon-Ernest Drivier, François Pompon, Louis Dejean, Alfred Jean Halou, Charles Malfray, Auguste de Niederhausern, Elisée Cavaillon, Henry Arnold, Jane Poupelet et Yvonne Serruys. Après la mort de Lucien Schnegg en 1909, le groupe continue de se réunir autour de Gaston.

## Œuvres

### Sculpture
Gaston Schnegg réalise très peu de nus contrairement à la pratique de son époque. Il s'efforce de traduire les sentiments et le caractère de ses modèles.
Gaston Schnegg expose très régulièrement des sculptures et des peintures à la Société des amis des arts de Bordeaux de 1885 à 1927.
- Saint François parlant aux oiseaux, 1894[réf. nécessaire].
- Femme tenant un livre, vers 1895[réf. nécessaire].
- Sainte Cécile, 1896[réf. nécessaire].
- Bourgeois et savant, 1896[réf. nécessaire].
- L'Inquisiteur, 1897[réf. nécessaire].
- La Tempête, 1898[réf. nécessaire].
- Maternité gothique, vers 1898[réf. nécessaire].
- Sculptures de la façade du magasin « Les Dames de France » à Bordeaux, vers 1900, devenu une succursale des Galeries Lafayette[4].
- La Dîme, vers 1902[réf. nécessaire].
- L'Abbesse, 1902[réf. nécessaire].
- La Leçon de couture, 1907[réf. nécessaire].
- Le Chant, vers 1910[réf. nécessaire].
- Les Jumeaux, 1908[réf. nécessaire].
- Causerie, vers 1911[réf. nécessaire].
- Maison Frugès[5],
- Monument aux morts de Quinsac, vers 1920[6].

### Peinture
Gaston Schnegg  réalise de nombreuses peintures dont le succès lui permettent de financer ses sculptures.
- Portrait de sa fille Jeanne, 1914[réf. nécessaire].

### Galerie

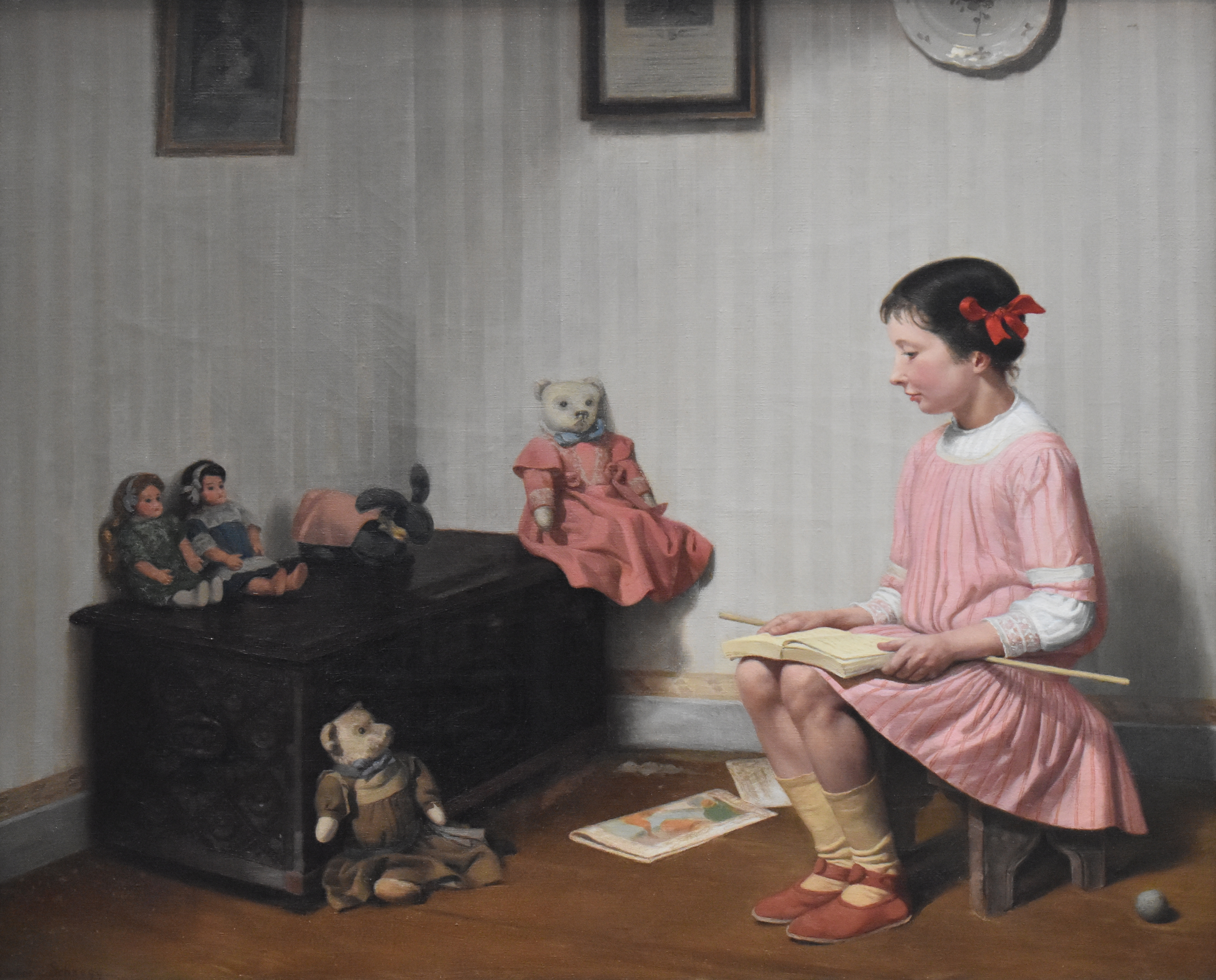
La leçon aux poupées (Musée des Beaux-Arts de Bordeaux).
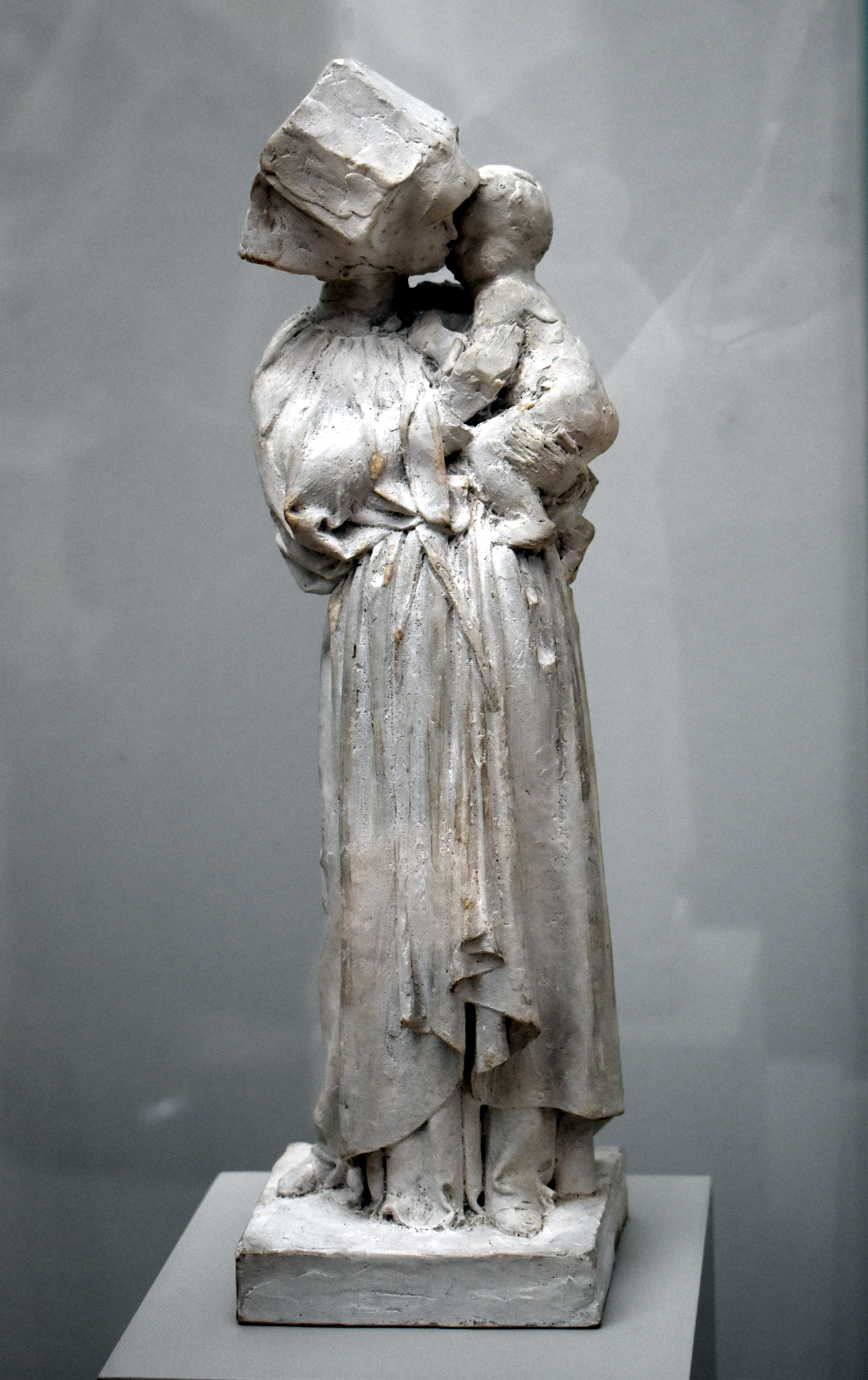
Maternité gothique (1898, Musée des Beaux-Arts de Bordeaux)
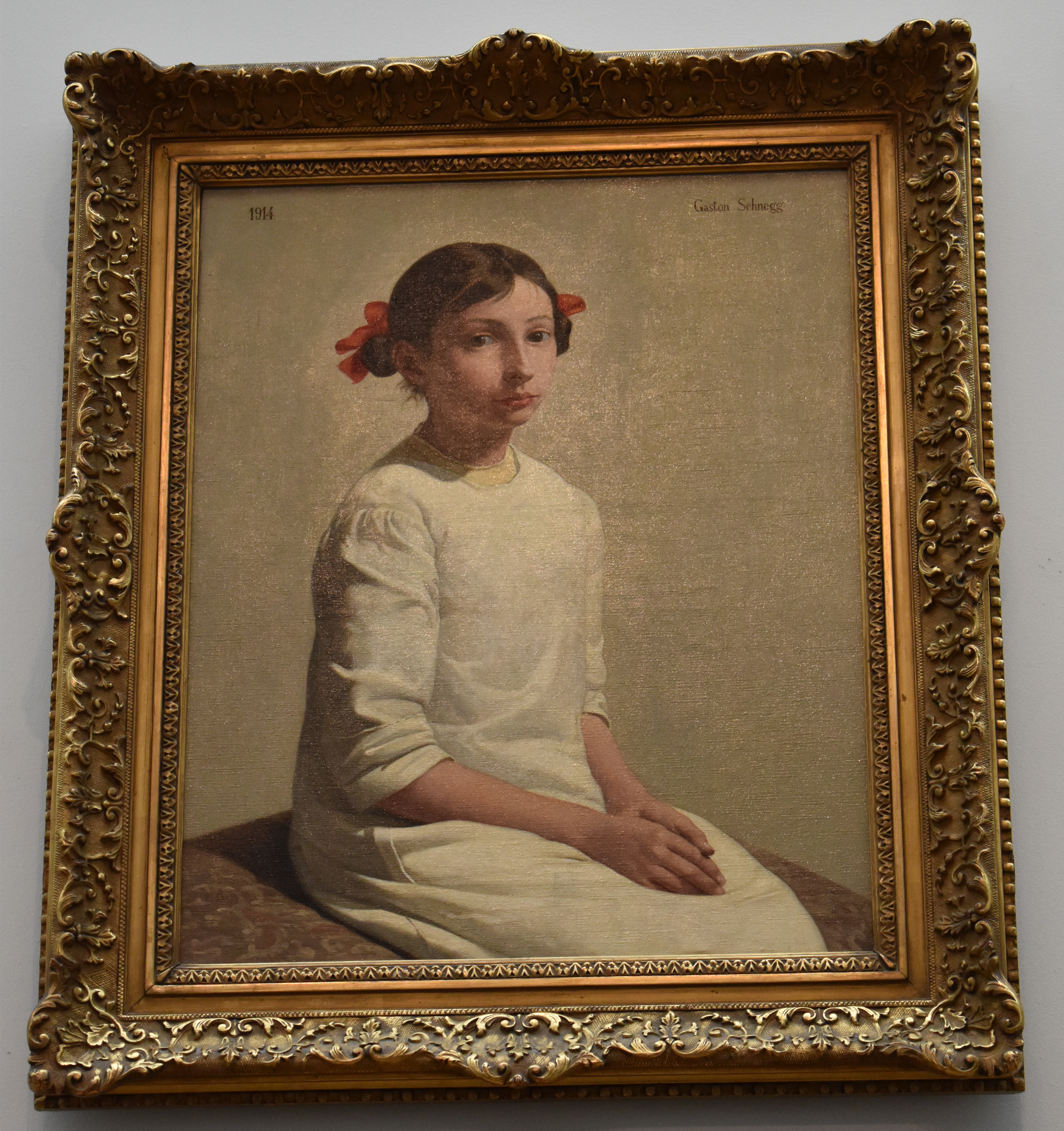
Portrait de Jeanne en robe blanche (1914, Musée des Beaux-Arts de Bordeaux)
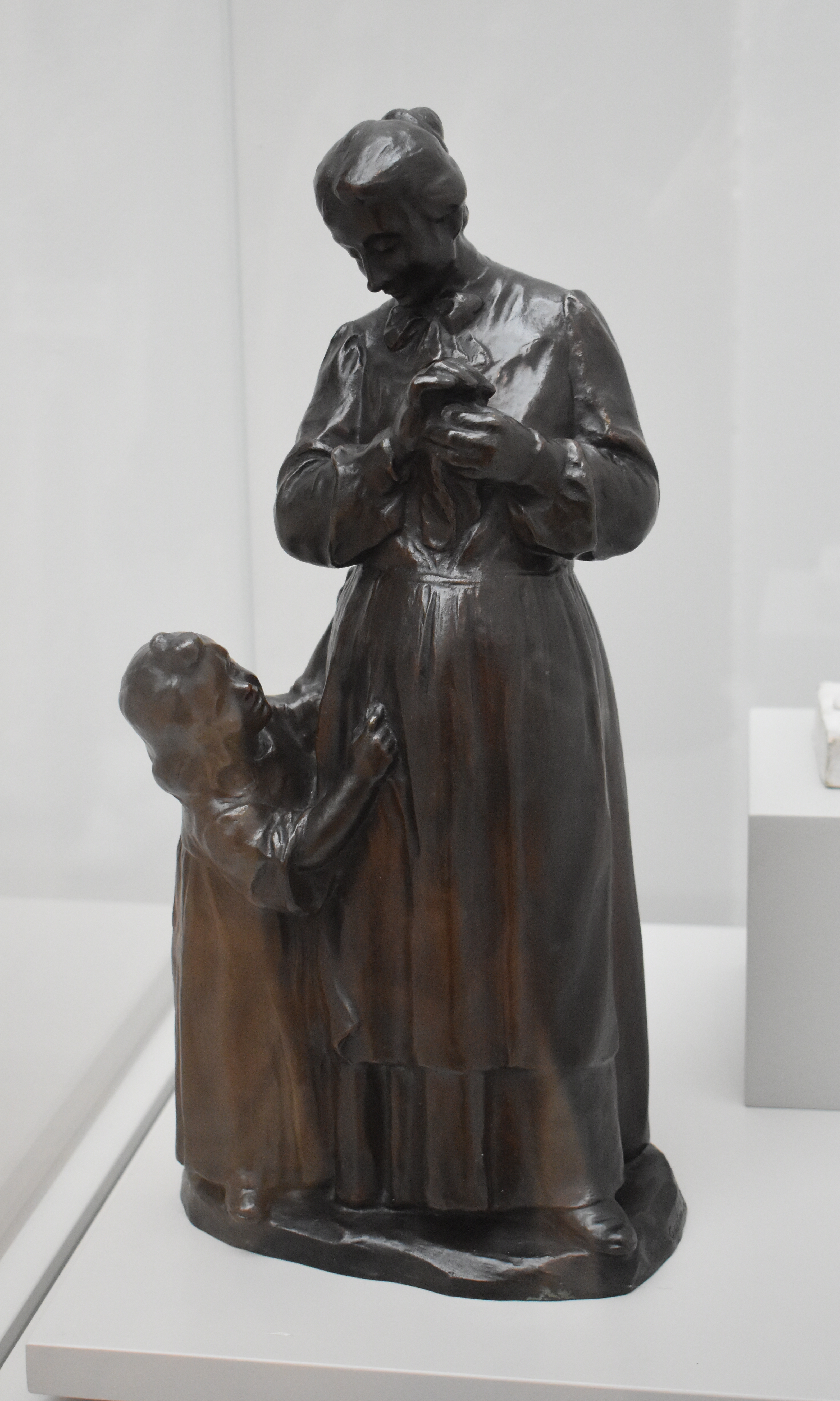
Maternité (Musée des Beaux-Arts de Bordeaux)